# 毛主席重要指示
《毛主席重要指示》是毛远新整理的1975年10月至1976年1月毛泽东的谈话，1976年3月中共中央下发，是毛泽东一生中最后一次集中谈及理论问题、文化大革命评价问题、组织问题、邓小平问题等国内问题的文件。

## 历史
1975年12月18日，毛远新（毛泽东的侄子，当时是毛泽东的联络员）向中国共产党主席毛泽东写报告说：“此次请示是否可以把主席近一时期有关指示整理一下，开会时印发大家学习”。毛泽东批示“可以”。1976年2月2日，毛远新再次给毛泽东写报告说：“作了一些补充……请主席审阅。”毛泽东批示“可以”。
1976年2月25日至3月3日，中共中央召开各省、市、自治区和各大军区负责人会议（第二次打招呼会议），期间传达了该指示。1976年3月3日，中共中央发出通知，下发《毛主席重要指示》，要求干部学习。4月上旬，传达范围扩大到基层党支部书记。
|                      | 民主革命后，工人、贫下中农没有停止，他们要革命。而一部分党员却不想前进了，有些人后退了，反对革命了。为什么呢？做了大官了，要保护大官们的利益。他们有了好房子，有汽车，薪水高，还有服务员，比资本家还厉害。社会主义革命革到自己头上了，合作化时党内就有人反对，批资产阶级法权他们有反感。搞社会主义革命，不知道资产阶级在哪里，就在共产党内，党内走资本主义道路的当权派。走资派还在走。 |
| ——《毛主席重要指示》 | |